# Reinhard Hartmann (Sprachwissenschaftler)
Reinhard Rudolf Karl Hartmann (* 8. April 1938 in Wien; † 12. September 2024 in Exeter) war ein österreichischer Linguist, Lexikograf und Hochschullehrer.

## Leben und Wirken
Nach seiner Reifeprüfung 1956 in Wien studierte Reinhard Hartmann von 1956 bis 1960 Anglistik an der Universität Wien und absolvierte dort die Übersetzerprüfung. Außerdem studierte er zwischen 1956 und 1965 Wirtschaftswissenschaft an der Wirtschaftsuniversität Wien und wurde dort 1960 Diplom-Kaufmann. Ein Auslandsstudium absolvierte er von 1961 bis 1962 an der Southern Illinois University und erwarb an dieser Universität einen Magistergrad. Im Jahre 1965 promovierte er an der Wirtschaftsuniversität Wien. Von 1964 bis 1968 arbeitete er als Dozent für moderne Sprachen an der University of Manchester, anschließend bis 1974 dann an der University of Nottingham. Von 1974 bis 2010 war er als Wissenschaftler an der University of Exeter tätig. Dort unterrichtete er vor allem Linguistik und leitete von 1984 bis 2001 das Dictionary Research Centre. Ab 2001 wirkte er an dieser Universität als Gastprofessor. Von 2000 bis 2010 war Hartmann außerdem Honorarprofessor für Lexikografie an der University of Birmingham.
Als Lexikograf wirkte Hartmann in verschiedenen Fachverbänden und -gremien mit und war Gastprofessor u. a. in den USA, Kanada und China.

## Veröffentlichungen (Auswahl)
- (Bearb., mit Francis C. Stork): Dictionary of language and linguistics. Wiley, New York 1972, ISBN 0-470-35667-7.
- The language of linguistics. Reflections on linguistic terminology, with particular reference to "Level" and "Rank" (= Tübinger Beiträge zur Linguistik. Bd. 44). Narr, Tübingen 1973, ISBN 3-87808-044-1.
- (Hrsg.): German linguistics (= Tübinger Beiträge zur Linguistik. Bd. 42). Narr, Tübingen 1973, ISBN 3-87808-042-5.
- Dictionaries and their users (= Exeter linguistic studies. Bd. 4). University of Exeter 1979.
- Contrastive textology. Comparative discourse analysis in applied linguistics (= Studies in descriptive linguistics. Bd. 5). Groos, Heidelberg 1980, ISBN 3-87276-221-4.
- (Hrsg.): Lexicography. Principles and practice. Academic Press, London 1983, ISBN 0-12-328540-2.
- (Hrsg.): Proceedings.  LEXeter '83 : Papers from the International Conference on Lexicography at Exeter, 9 - 12 September 1983. Niemeyer, Tübingen 1984, ISBN 3-484-30901-6.
- (Hrsg.): The history of lexicography (= Amsterdam studies in the theory and history of linguistic science. Series 3. Bd. 40). Benjamins, Amsterdam 1986, ISBN 90-272-4523-1.
- (Hrsg.): Solving language problems. From general to applied linguistics. University of Exeter Press, Exeter 1996, ISBN 0-85989-484-3.
- mit Gregory James: Dictionary of lexicography. Routledge, London 1998, ISBN 0-415-14143-5.
- Teaching and researching lexicography. Longman, Harlow 2001, ISBN 0-582-36977-0.
- (Hrsg.): Lexicography. Critical concepts. Drei Bände. Routledge, London 2003, ISBN 0-415-25367-5.
- Interlingual lexicography. Selected essays on translation equivalence, contrastive linguistics and the bilingual dictionary (= Lexicographica. Series maior. Bd. 133). Niemeyer, Tübingen 2007, ISBN 978-3-484-39133-8.